# Реставраціонізм
Реставраціонізм — неоднорідний напрям у християнстві, що виник на ґрунті протестантизму та поділяє частину його підходів, але відкидає вчення про апостольську спадкоємність. Лютеранське вчення про вавилонський полон церкви в добу папства реставраціоністи радикалізують до заперечення присутності церкви в цей період, званий ними Великим відступництвом. Представники реставраційних деномінацій вірили, що ними відновлено християнство у первісному, автентичному вигляді, хоча успішність реставрації в цих деномінаціях сприймалася іншими церквами і групами критично. Вірування реставраціоністів спонукали їхніх адептів повернутися до структури, етики та досвіду первісного християнства, проте такий досвід часто призводив до виходу низки рухів і груп за межі християнської ортодоксії в цілому, і протестантської зокрема. До реставраційних рухів у межах протестантизму відносять такі течії:
- Christian Connexion[en][1][2]
- Учні Христа[3][4][5]
- Істинна церква Ісуса[6] та ін.

Іноді до протестантських реставраційних рухів відносять також деякі групи п'ятидесятників (наприклад, Об'єднана міжнародна п'ятидесятницька церква) і ранній адвентизм.
До парахристиянських угрупувань і течій реставраційного походження належать:
- Мормони
- Свідки Єгови